# Boronów (gmina)
Pour les articles homonymes, voir Boronów (homonymie).
La gmina de Boronów est une commune rurale de la voïvodie de Silésie et du powiat de Lubliniec. Elle s'étend sur 56 km² et comptait 3 303 habitants en 2006. Son siège est le village de Boronów qui se situe à environ 16 kilomètres à l'est de Lubliniec et à 49 kilomètres au nord de Katowice.

## Villages
La gmina de Boronów comprend les villages et localités de Boronów, Cielec, Dębowa Góra, Doły, Grojec, Hucisko, Sitki, Szklana Huta et Zumpy.

## Gminy voisines
La gmina de Boronów est voisine des gminy de Herby, Konopiska et Koszęcin.